# El Progreso, Tabasco
El Progreso är en ort i Mexiko.   Den ligger i kommunen Cunduacán och delstaten Tabasco, i den sydöstra delen av landet, 600 km öster om huvudstaden Mexico City. El Progreso ligger 24 meter över havet och antalet invånare är 195.
Terrängen runt El Progreso är mycket platt. Runt El Progreso är det ganska tätbefolkat, med 155 invånare per kvadratkilometer. Närmaste större samhälle är Cárdenas, 12,1 km söder om El Progreso. Trakten runt El Progreso består till största delen av jordbruksmark.